# ジャスティン・ハマー
ジャスティン・ハマー（Justin Hammer）は、マーベル・コミックの漫画作品に登場する架空の人物。スーパーヒーローのアイアンマンの敵としてよく現れる。初登場は『Iron Man (1stシリーズ)』 #120 (1978年5月)。

## 経歴
ジャスティン・ハマーは、イギリスのサリーで生まれ、後にモナコの国民となった。産業企業家のトニー・スターク（アイアンマン）のライバルであり、マルチ・ビリオネア・ビジネスマンのハマーは、後に非倫理的な手段によって悪徳金融家となった。彼は犯罪で得た利益の50パーセントと引き換えに、逮捕された犯罪者のために保釈金を支払い、さらに武器や設備を与える。
Demon in a Bottleの始まりでは、ジャスティン・ハマーはアイアンマンのアーマーを制御できる「ハイパーソニックスキャントランスミター」と呼ばれる装置を発明した。彼はこの遠隔操作をテストし、アイアンマンのユニビーム、プレート、およびブーツジェットを封じ込めた。ハマーは金になる入札をスターク・インターナショナルに取られたのに腹を立て、アイアンマンのアーマーを操ってカーネリアン大使を殺させ、アイアンマンに対抗する超人犯罪者軍隊を設立した。スタークは疑いを晴らし、制御装置を破壊したが、以後はハマーを敵として認識するようになる。
Forceと共に、ハマーは次にアヘンを合衆国に密輸するためにヨットをハイジャックしたが、アイアンマンに破られた。ハマーは、後にスターク・エンタープライズを攻撃するためにAdap-Torを送った。また、スタークのアイアンマンの技術をスパイマスターに盗ませ、動力付きのアーマーを身に付ける超人たち（Stilt-Man、the Raiders、the Mauler、ビートル、クリムゾン・ダイナモ、チタニウムマンなど）に売った。

## 能力
ジャスティン・ハマー自身は普通の中年男性であるが、商業とビジネスの学位を持ち、天才レベルの知性がある非常に有能な管理者である。
彼は自身の技術者によって設計された様々な分野の最新技術に触れる手段を持っている。

## 他のバージョン

### アルティメット・ジャスティン・ハマー
アルティメット・ユニバースでは、ジャスティン・ハマーは『Ultimate Spider-Man』#16(2002)で初登場した。
そこでは、彼は、ハマー・インダストリーズの裕福な産業企業家とCEOであり、イギリスではなく米国南部の出身となっている。彼は、ノーマン・オズボーンのライバルであり、オズボーンインダストリーズの主な競合相手であった。 オズボーン・インダストリーズを凌ぐために、ハマーはオズボーンの一流の科学者のオットー・オクタヴィウスを雇い、内部情報を得た。

## MCU版
マーベル・シネマティック・ユニバース（MCU）では、サム・ロックウェルが演じる。
原作とは違い、容姿は大幅に若くなっている。

### キャラクター像
“ハマー・インダストリーズ”CEO。頭脳明晰で莫大な財力を持つが、詩人を気取る気障な性格に基づく言動と行動は周りの理解を得づらいくらいに抽象的で、その場の雰囲気を盛り下げてしまい、自社のアーマー開発も誤作動を起こすほど上手く進んでいないなど、人間的魅力も軍需産業における手腕もトニー・スターク/アイアンマンには全く及ばない。オーガニック・アイスなどの甘い食べ物が好物。また、他者の作品や知的財産を盗んできただけで現在の地位や富を築き、イワン・ヴァンコ/ウィップラッシュを引き込んで、より一層の成功を収めようとするなど道徳心にも欠けた人物である。
トニーをライバル視し、“スターク・インダストリーズ”を上回る利益を出してペンタゴンとの契約を25年間確保する野望を持つ。

### 各作品での描写
『アイアンマン2』
日本語吹替 - 森川智之（劇場公開版）、飛田展男（テレビ朝日版）
本作でMCU初登場。物語の前半のアメリカ合衆国議会議事堂で開かれた公聴会では、自社がアメリカ政府の兵器請負会社となったため、専門家として出席し、スターンに同調してトニーに迫るが、逆に彼によって自社のアーマー運用実験の失敗映像を暴露されてしまった。
モナコではスポンサーとしてグランプリ会場に参加し、クリスティン・エヴァーハートの取材を受けていたが、トニーを襲撃した末に身柄を拘束されたヴァンコに興味を惹かれ、彼の替え玉と爆薬などを用意してヴァンコを脱走させて面会し、自社の利益向上とトニー打倒のために手を結んだ。
自身の意に沿わない“ハマー・ドローン”製作を行うヴァンコに不満を感じながらも、キバタンなどを与えて許容し、エドワーズ空軍基地へ最新兵器の営業に趣いた際に、ジェームズ・“ローディ”・ローズが没収した“アイアンマン・アーマー マーク2”の改修スタッフにも加入するなど、順調に業務が進むと思われたが、ヴァンコからドローンのプレゼンでの実演は無理だと告げられて怒り、彼を軟禁させた。
その後、“スターク・エキスポ”会場の舞台で可笑しなダンスを踊りながら登壇し、プレゼンを始めるが、現れたトニーに詰め寄られた直後、ヴァンコの遠隔操作でハマー・ドローン全機とウォーマシンを奪われ、エキスポ会場で暴走させられてしまった。これを受けて事態の収拾に乗り出すが、そこにやって来たナターシャ・ロマノフ/ブラック・ウィドウに組み伏せられて、ヴァンコとの繋がりを白状し、ペッパー・ポッツの通報で駆け付けた警官たちに逮捕され、彼女に「必ず仕返しするぞ」と捨て台詞を吐いて連行される。
『王は俺だ』
“シーゲート刑務所”の食堂で囚人として登場する。囚人らの一部から持て囃されるトレヴァー・スラッタリーを「ビン・ラディンとベニー・ヒルの子どもみたいな雰囲気をしたあいつの何処がいいんだ」、手元の雑誌に載っていたペッパーを「二流の秘書」とぼやく一方で、トニーについては「理解し合っている戦友だ」と傍らの若い囚人に見栄を張って話す。また、この囚人とゲイのように接していた。

## 他のメディア

### テレビ
- アイアンマンの1994年のテレビアニメでは、Tony SteedmanとEfrem Zimbalist, Jr.が声優を担当した。1996年にNHKの衛星アニメ劇場で放送された際には納谷六朗が吹き替えをした。